# Pohorelá
Pohorelá (in tedesco Gieshütte; in ungherese Kóhariháza, in ruteno Pohorela) è un comune della Slovacchia facente parte del distretto di Brezno, nella regione di Banská Bystrica.

## Storia
Il villaggio venne fondato da pastori ruteni nel 1612. Appartenne ai nobili Szechy.